# Kielanówka (wieś)
Kielanówka – wieś sołecka w Polsce, położona w województwie podkarpackim, w powiecie rzeszowskim, w gminie Boguchwała.
| SIMC    | Nazwa     | Rodzaj    |
| ------- | --------- | --------- |
| 0644861 | Kopiec    | część wsi |
| 0644878 | Pustki    | część wsi |
| 0644884 | Świdrówka | część wsi |
| 0644890 | Ukraina   | część wsi |
| 0644909 | Żabnik    | część wsi |

W latach 1975–1998 miejscowość położona była w województwie rzeszowskim.
Miejscowość jest siedzibą rzymskokatolickiej parafii św. Urszuli Ledóchowskiej należącej do dekanatu Boguchwała.
Miejscowość rozciąga się wzdłuż drogi ze Staroniwy (od Rzeszowa) w stronę Zabierzowa i Racławówki. We wsi, ze względu na bliskie położenie Rzeszowa rozwija się budownictwo jednorodzinne. W Kielanówce funkcjonuje szkoła podstawowa oraz filie Gminnej Biblioteki Publicznej i Gminnego Ośrodka Kultury i Wypoczynku (w gminie nie funkcjonuje Gminny Ośrodek Sportu i Rekreacji).
Urodził się tu Franciszek Edmund Prędki ps. „Mściciel” – polski działacz podziemia niepodległościowego w czasie II wojny światowej w ramach Armii Krajowej, uczestnik akcji Kośba, podporucznik, kawaler orderów.